# Dipôle linéaire
En électrotechnique et en électronique, un dipôle linéaire est un dipôle électrique dont le courant i(t) qui le traverse et la tension v(t) à ses bornes sont liés par un opérateur linéaire. Un dipôle linéaire peut être une charge linéaire ou un générateur linéaire
Par exemple :
- dans une résistance parfaite, le courant qui la traverse est directement proportionnel à la tension à ses bornes ;
- dans un condensateur parfait, le courant qui la traverse est proportionnel à la dérivée de la tension à ses bornes ;
- dans une inductance parfaite, c'est la tension à ses bornes qui est proportionnelle à la dérivée du courant qui la traverse.

Le cas des générateurs parfaits est un cas dégénéré dans la mesure où ils sont définis par un opérateur linéaire dégénéré qui rend indéterminée la relation entre les deux grandeurs :
- un générateur de tension parfait peut s'assimiler à un condensateur de capacité infinie chargé : la tension à ses bornes est constante et indépendante du courant qui la traverse (ce qui en termes d'opérateur linéaire peut se traduire par « la dérivée de la tension à ses bornes est égale 0 x le courant qui le traverse ». donc, le courant n'est pas déterminé par la tension) ;
- un générateur de courant parfait peut s'assimiler à une inductance infinie traversée par un courant constant : là, c'est le courant qui est indépendant de la tension à ses bornes. (La dérivée du courant qui le traverse est égale 0 × la tension à ses bornes, et c'est alors la tension qui n'est pas déterminée par le courant.)